# John Petroske
John Petroske (né le 6 août 1934 à Hibbing et mort le 30 juillet 2019) est un joueur américain de hockey sur glace. Lors des Jeux olympiques d'hiver de 1956, il remporte la médaille d'argent.

## Palmarès
- Médaille d'argent aux Jeux olympiques de Cortina d'Ampezzo en 1956